# SMS V 68
SMS V 68 – niemiecki niszczyciel z okresu I wojny światowej, druga jednostka typu V 67. Okręt wyposażony był w trzy kotły parowe opalane ropą, a zapas paliwa wynosił 306 ton. Zatonął na minie u wybrzeży Flandrii 8 sierpnia 1918 roku .